# HMS Ness (K219)
«Несс» (англ. HMS Ness (K219) — військовий корабель, фрегат типу «Рівер» Королівського військово-морського флоту Великої Британії за часів Другої світової війни.

## Історія створення
Фрегат «Несс» був закладений 3 вересня 1941 року на верфі компанії Henry Robb Ltd., у Літі. 30 липня 1942 року він був спущений на воду, а 22 грудня 1942 року відразу увійшов до складу Королівських ВМС Великої Британії.

## Бойовий шлях
23 травня 1943 року під час патрулювання північних берегів Іспанії західніше мису Фіністерре фрегат «Несс» разом з есмінцем «Ектів» виявив та глибинними бомбами затопив італійський ПЧ «Леонардо да Вінчі».